# Школьна Людмила Панасівна
Людмила Панасівна Школьна (нар. 25 червня 1946, село Кошари, тепер Конотопського району Сумської області) — українська радянська діячка, слюсар-електромонтажниця Конотопського електромеханічного заводу «Червоний металіст» Сумської області. Депутат Верховної Ради СРСР 8—10-го скликань.

## Біографія
Народилася в родині службовця. Батько, Панас Юхимович Неминущий, був учасником Другої світової війни, працював наладчиком Конотопського заводу «Червоний металіст». У 1965 році закінчила середню школу в місті Конотопі Сумської області.
З 1965 року — слюсар-електромонтажник Конотопського електромеханічного заводу «Червоний металіст» Сумської області. Ударник комуністичної праці.
Без відриву від виробництва у 1971 році закінчила Конотопський індустріально-педагогічний технікум Сумської області. У 1986 році закінчила Вищу школу профспілкового руху.
Член КПРС з 1976 року.
Працювала економістом інституту «Автоматвуглерудпром».
Потім — на пенсії у місті Конотоп Сумської області.

## Нагороди та звання
- орден Трудової Слави ІІІ ст.
- бронзова медаль Виставки досягнень народного господарства (ВДНГ) СРСР (1977)
- медалі